# Nemesis (datorspel)
För andra betydelser, se Nemesis (olika betydelser).
Nemesis (ネメシス Nemeshisu?) är ett shoot 'em up-spel från Konami till Game Boy, som ingår i spelserien Gradius, och släpptes till Game Boy 1990. Precis som Taito's Sagaia, använder titeln en titel som tidigare använts i internationella sammanhang för ett tidigare spel för ett spel som främst är ett originalprojekt.
Spelet innehåller fem banor med bossar, och som power ups finns bland annat specialsköldar och kraftsköldar.

### Fotnoter
1. ↑  ”Nemesis” (på svenska). Nintendomagasinet (Kungsbacka: Atlantic) (1 1992):  sid. 6 (Power Player). februari 1992. Läst 15 april 2014.